# 日本ビジネス綜合専門学校
日本ビジネス綜合専門学校 （にほんビジネスそうごうせんもんがっこう）は、かつて存在した日本の専修学校。運営主体は学校法人野又学園。綜合文化学院レディースアカデミー、日本ビジネス綜合学院、日本ビジネス綜合専門学院時代も含めて解説する。

## 概要
1968年に開校。当初は学生数定員超過状態で推移したものの、1993年頃より定員割れが続き、経営難により1997年学校法人野又学園に譲渡され、同法人が学校改革を実施するも、慢性的定員割れは解消されず、やむなく2010年に廃校に至った。

## 沿革
- 1968年 - 綜合文化学院レディースアカデミーを開校。秘書科・華道芸術科・生活デザイン科・英語会話科を設置。
- 1974年 - 日本ビジネス綜合学院を併設。簿記会計科・経営学科・観光学科・スチュワーデスエアライン科を設置。
- 1976年 - 綜合文化学院レディースアカデミー、日本ビジネス綜合学院を統合し、日本ビジネス綜合専門学院に改称。
- 1984年 - 経営学科・観光学科を綜合ビジネス学科・観光ビジネス学科に改組。
- 1987年 - 2代目校舎完成。札幌市中央区南2条西23丁目1-18に校地も移転
- 1988年 - 綜合ビジネス学科・観光ビジネス学科をコース制に変更
- 1993年 - 学校法人杉原学園に経営主体を変更。
- 1996年 – 医薬学科を新設。
- 1997年 - 日本ビジネス綜合専門学院を学校法人野又学園に譲渡。医薬短期学科を新設
- 1998年 - 日本ビジネス綜合専門学校に改称。秘書科・華道芸術科・生活デザイン科・英語会話科、簿記会計科・綜合ビジネス学科・観光ビジネス学科・スチュワーデスエアライン科を再編し、医療事務学科、観光学科、経理情報学科、国際貿易学科に改組
- 2000年 - 学校法人杉原学園が学校法人野又学園に吸収合併される。
- 2001年 – 医薬短期学科をトータルビューティ学科に改組。
- 2003年 - 国際貿易学科を通関士学科に改組。観光学科、経理情報学科を廃止
- 2009年 - 当年度を以って学生募集停止。
- 2010年3月31日 - 廃校。

## 所在地
- 札幌市中央区南3条西3丁目（1968-1987）
- 札幌市中央区南2条西23丁目1-18（1987-2010）

## 設置学科
- 医療事務学科（2年制男女）
- 医薬学科（2年制男女）
- トータルビューティ学科（1年制女子）
- 通関士学科（2年制男女）

## 施設
校舎は6階建てで、1階はトータルビューティールーム・化学実験室など、2階は事務局・エクセレントホールなど、3～4階は教室、5階は医療事務演習室・コンピューター実習室、6階は屋上庭園・茶室・エステティックルーム・メイクアップルームなど

## 学校生活など
- 毎年7月中旬に学校祭が行われていた。
- 北海道神宮例祭神輿渡御奉仕活動や北海道神宮清掃活動など行っていた。
- 北海道で唯一の通関士を目指す学科があったほか、簿記など資格を目指す学科もあったが、何故か自習室は設置されてなかった。

## 歴代学校長
- 杉原清月：初代、1967-1976
- 讃良博：2代、1976-1986
- 横川義雄：3代、1986-1989
- 恒川一道：4代、1989-1993
- 中村將：5代、1993-1999[1]
- 杉本希世：6代、1999-2006
- 鳥居大路勝廣：7代、2006-2010

## 就職実績
- 大塚製薬、札幌プリンスホテルタワー、山形県庁、八木アンテナ、日本通運、ホテルニューオータニ札幌、函館税関など[2]

## 系列校
- 社会福祉法人貞信福祉会
- 函館大学
- 函館短期大学
- 函館大学付属有斗高等学校
- 函館大学付属柏稜高等学校
- 函館短期大学付属幼稚園
- 函館短期大学付設調理製菓専門学校
- 函館歯科衛生士専門学校
- 函館看護専門学校
- 函館自動車学校
- 函館美原児童館
- 函館昭和児童館
- 函館神山児童館

## 注
1. ↑  『進学ガイド '95』北海道私立専修学校各種学校連合会　1994　p266-267
2. ↑  『進学ガイド '95』北海道私立専修学校各種学校連合会　1994　p266-267